# Llista de videojocs Sim
Això és una llista de tots els videojocs "Sim", i les seves expansions. La majoria d'aquests videojocs han estat creats per Maxis, fins que va ser adquirida per Electronic Arts (el 1997).

## Definició
Aquest article és sobre un seguit de condicions perquè els videojocs siguin anomenats "Sim", segons els següents criteris:
- Fets per Maxis
- Publicats per Maxis o Electronic Arts
- Posa "Sim" en el títol del videojoc o és un videojoc de simulació

## Llista de videojocs
Cronologia dels videojocs
Sim de Maxis

### SimCity
- SimCity "The Original City Simulator"
- SimCity 2000 "The Ultimate City Simulator"
  - SimCity 2000 Network Edition
  - SimCity 2000 Special Edition
- SimCity 3000 "Create and control your own urban empire"
  - SimCity 3000 Unlimited[1]
- SimCity 4 "Play God. Play Mayor. Play with your Sims."
  - SimCity 4: Rush Hour
  - SimCity 4 Deluxe Edition

#### Immersions aSimCity
- Streets of SimCity "Mayhem in your Metropolis"
- SimCopter "Fly Missions in the Metropolis"

### The Sims

#### D'ordinador
- The Sims
  - Paquets d'expansió
    - The Sims: Livin' Large (també Livin' It Up)
    - The Sims: House Party
    - The Sims: Hot Date
    - The Sims: Vacation (també On Holiday)
    - The Sims: Unleashed
    - The Sims: Superstar
    - The Sims: Makin' Magic

  - Paquets en compilacions
    - The Sims Deluxe Edition
    - The Sims Double Deluxe
    - The Sims Mega Deluxe
    - The Sims Complete Collection (Amèrica del Nord)
    - The Complete Collection of The Sims (Regne Unit)
    - The Sims: Full House (Nova Zelanda & Austràlia)
    - The Sims: Expansion Collection Volume One
    - The Sims: Expansion Collection Volume Two
    - The Sims: Expansion Collection Volume Three
    - The Sims: Expansion Three-Pack Volume 1
    - The Sims: Expansion Three-Pack Volume 2
- The Sims Online
- The Sims 2
  - Diverses edicions
    - The Sims 2 Special DVD Edition
    - The Sims 2 Holiday Edition
    - The Sims 2 Deluxe

  - Paquets d'expansió
    - The Sims 2: University
    - The Sims 2: Nightlife
    - The Sims 2: Open for Business
    - The Sims 2: Pets
    - The Sims 2: Seasons
    - The Sims 2: Bon Voyage

  - Stuff Packs
    - The Sims 2 Holiday Party Pack
    - The Sims 2: Family Fun Stuff
    - The Sims 2: Glamour Life Stuff
    - The Sims 2: Happy Holiday Stuff
    - The Sims 2: Celebration! Stuff
    - The Sims 2: H&M Fashion Stuff
- The Sims Stories
  - Jocs
    - The Sims Life Stories
    - The Sims Pet Stories (serà llançat l'estiu del 2007)
    - The Sims Castaway Stories (serà llançat l'hivern del 2007)
- The Sims 3 (primavera del 2009)

#### De consola
- The Sims
- The Sims Bustin' Out
- The Urbz: Sims in the City
- The Sims 2
- The Sims 2: Pets
- MySims
- The Sims:The Island

### Clàssics Sim
- SimFarm "SimCity's Country Cousin"
- SimEarth "The Living Planet"
- SimAnt "The Electronic Ant Colony"

### Per nens
- SimTown "Introduces Ecology and Economics in a creative, engaging simulation"
- SimPark "Create your own park with animals, plants, and people"
- SimSafari "Create and explore your own safari park"
- SimTunes "The Bug-Crawling, Music-Making, Picture-Painting Software!"

### De tot
- SimLife (1992) "The Genetic Playground"
- SimRefinery (1993)[2]
- SimHealth (1994) "The National Healthcare Simulation"
- SimCopter (1996) "Fly Missions in the Metropolis"
- SimIsle (1995) "Missions in the Rainforest"
- SimGolf (1996) "Play golf on courses you create"[3]
- Spore (2008) Un videojoc de simulació teològica

### Altres compilacions
- Sim Mania (2000) Compilació de SimCity Classic, SimTower, Streets of SimCity, SimCopter, SimIsle, i SimSafari.
- Sim Mania 2 (2003) Compilació de SimCity 3000, SimTheme Park, SimCoaster, i Sid Meier's SimGolf.
- Sim Mania 3 (2005) Compilació de SimCity 3000 Unlimited, SimTheme Park, SimCoaster, Sid Meier's SimGolf, SimSafari, i SimCopter.

### Títols que no són de Maxis
- SimTower (1994) "The Vertical Empire" (publicat per Maxis, però fet per Yoot Saito)
- Sim Theme Park (1999) Bullfrog Productions[4]
- SimCoaster (2001) Bullfrog Productions[5]
- Sid Meier's SimGolf (2002) Firaxis
- SimCity Societies (2007) Tilted Mill Entertainment.

### Videojocs cancel·lats
- SimsVille[6]
- SimMars